# Communauté de communes des Pieux
Pour les articles homonymes, voir CCP.
La communauté de communes des Pieux (CCP) est une ancienne communauté de communes française, située dans le département de Manche et la région Normandie.

## Historique
Le district des Pieux a été créé en février 1978, et est devenu communauté de communes le 1er janvier 2002.
Le district avait notamment pour objectif de répartir les ressources provenant de la centrale nucléaire de Flamanville.
Le 1er janvier 2017, elle fusionne avec les communautés de communes de Douve et Divette, de la Côte des Isles, de la Vallée de l'Ouve, du Cœur du Cotentin, de la région de Montebourg, de Saint-Pierre-Église, du Val de Saire et de la Saire auxquelles s'ajoutent les communes nouvelles de Cherbourg-en-Cotentin et de La Hague pour former la communauté d'agglomération du Cotentin.

## Composition
Son territoire recouvrait celui du canton des Pieux fédérant quinze communes :
| Nom                       | Code Insee | Gentilé            | Superficie (km2) | Population (dernière pop. légale) | Densité (hab./km2) |
| ------------------------- | ---------- | ------------------ | ---------------- | --------------------------------- | ------------------ |
| Les Pieux (siège)         | 50402      | Pieusais           | 15,25            | 3 160 (2014)                      | 207                |
| Benoîtville               | 50045      | Benoisvillais      | 8,29             | 620 (2014)                        | 75                 |
| Bricquebosq               | 50083      | Bricquebosais      | 8,05             | 579 (2014)                        | 72                 |
| Flamanville               | 50184      | Flamanvillais      | 7,22             | 1 707 (2014)                      | 236                |
| Grosville                 | 50222      | Grosvillais        | 13,15            | 787 (2014)                        | 60                 |
| Héauville                 | 50238      | Héauvillais        | 10,83            | 486 (2014)                        | 45                 |
| Helleville                | 50240      | Hellevillais       | 5,88             | 502 (2014)                        | 85                 |
| Pierreville               | 50401      | Pierrevillais      | 10,11            | 743 (2014)                        | 73                 |
| Le Rozel                  | 50442      | Rozelais           | 5,52             | 248 (2014)                        | 45                 |
| Saint-Christophe-du-Foc   | 50454      | Saint-Christophais | 3,58             | 429 (2014)                        | 120                |
| Saint-Germain-le-Gaillard | 50480      | Saint-Germinais    | 13,83            | 752 (2014)                        | 54                 |
| Siouville-Hague           | 50576      | Siouvillais        | 6,37             | 1 074 (2014)                      | 169                |
| Sotteville                | 50580      | Sottevillais       | 6,13             | 502 (2014)                        | 82                 |
| Surtainville              | 50585      | Surtainvillais     | 14,61            | 1 205 (2014)                      | 82                 |
| Tréauville                | 50604      | Tréauvillais       | 12,84            | 729 (2014)                        | 57                 |

## Compétences
Les secteurs d'actions de la communauté de communes étaient : 
- Urbanisme et aménagement du territoire
- Voirie et assainissement
- Logement
- Enseignement
- Développement local, économique et touristique
- Action sociale
- Équipements collectifs (école de musique, équipement sportives, gendarmerie, Port Diélette...)
- Centre de secours et lutte contre l'incendie
- Alimentation en eau potable et électrification
- Réseaux (électrification rurale, réseau téléphonique, aménagement numérique)
- Collecte et traitement des déchets ménagers
- Nettoyage des plages et sécurité de la baignade

## Administration
Au moment de sa dissolution, elle était présidée par Jacques Lepetit, maire des Pieux.
Au mandat précédent, de 2002 à 2008, elle était présidée par Philippe Aucher, conseiller municipal de Bricquebosq, depuis la création de la communauté de communes. Il avait été élu président du district en avril 2001, en remplacement du maire des Pieux, Jean Lecouté.